# Porto da Cruz
Porto da Cruz je farnost v okresu Machico ve východní části portugalského ostrova Madeira. Zatímco Machico leží na jižním pobřeží, Porto da Cruz leží na severním pobřeží a obě místa dělí vzdušnou čarou jen asi 8 km horského terénu.
Porto da Cruz, kde roku 2011 žilo 2 597 obyvatel, bylo povýšeno na farnost až roku 1996. Název farnosti dal kříž, který v zátoce vztyčili první obyvatelé (porto = přístav, cruz = kříž).

## Ekonomika
Obyvatelstvo pracuje hlavně v zemědělství. Ve městě je starý cukrovar zpracovávající cukrovou třtinu stejným způsobem, jako při svém založení roku 1927. Významné je vinařství. Nejrozšířenější pěstovaná odrůda je zde americana (vinho seco americana).
Ve farnosti je zajímavý nový kostel ozdobený sochami apoštolů. Výraznou dominantou pobřeží je zde Penha d'Águia (česky orlí skála), oddělující Porto da Cruz od sousedního města Faial.
V roce 2005 byla nedaleko farnosti zřízena pro místní zemědělce kabinová lanová dráha, která značně usnadnila přístup na jejich pole.

## Galerie

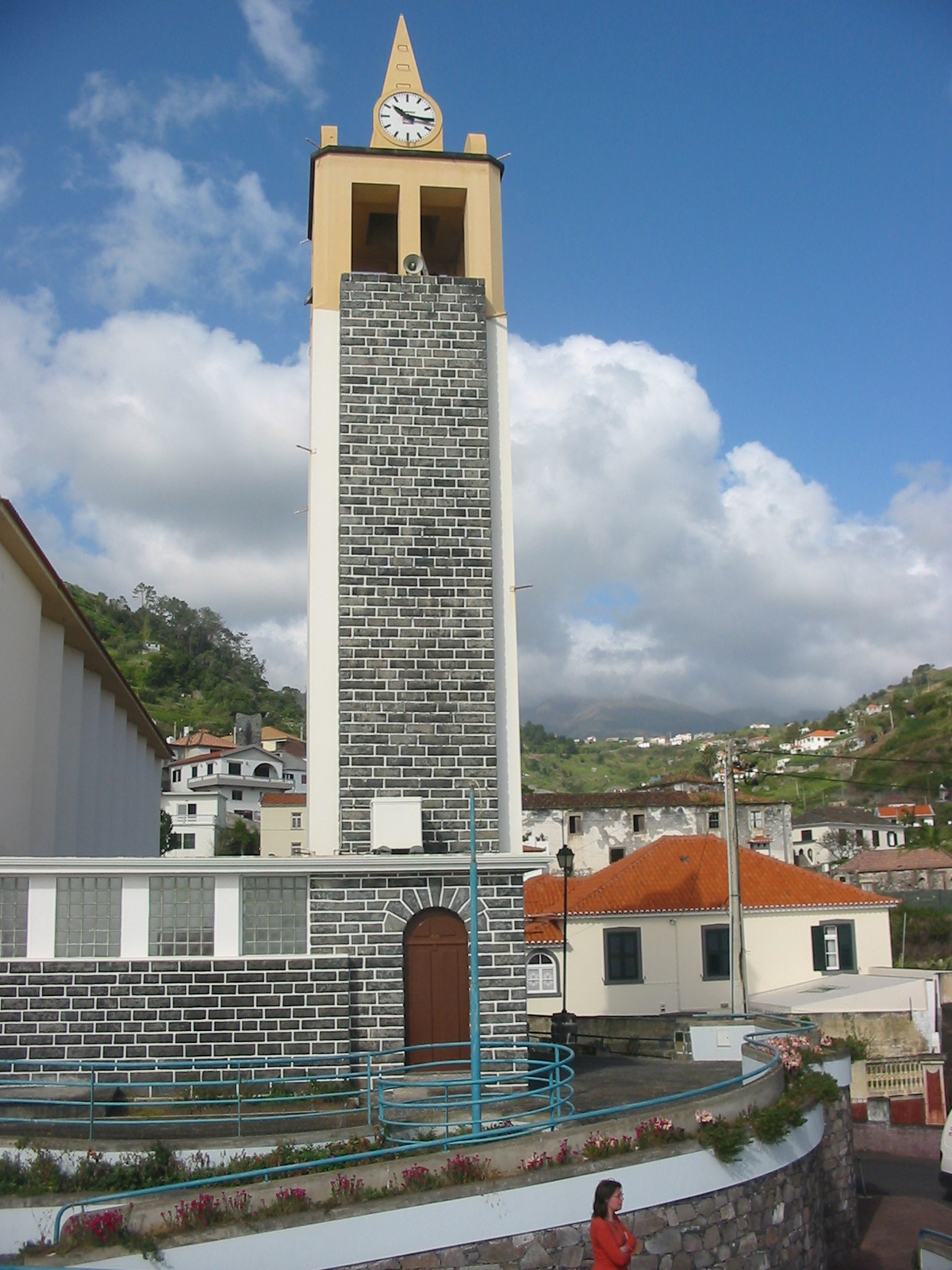
Kostel v Porto da Cruz
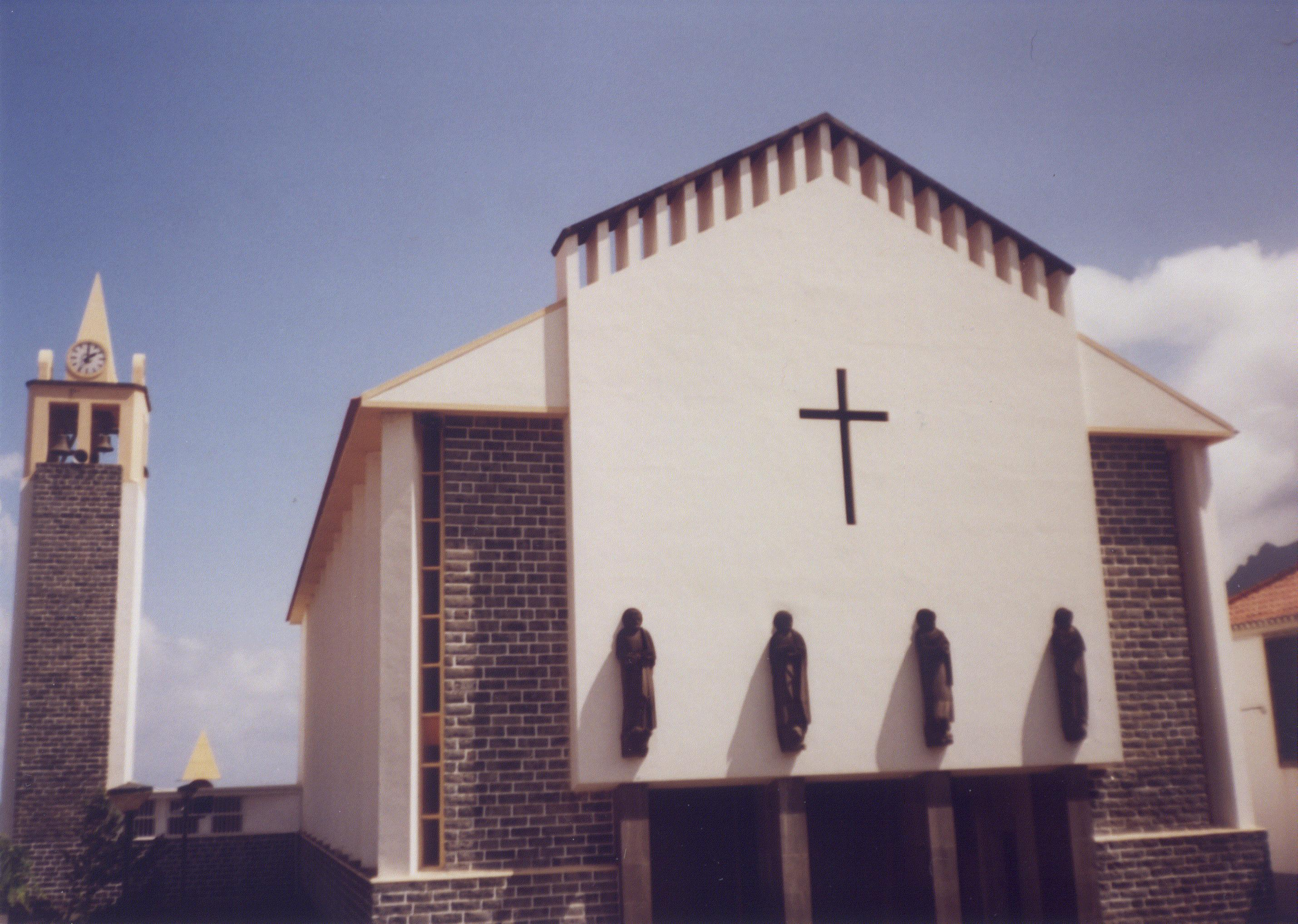
Sochy apoštolů na kostele v Porto da Cruz
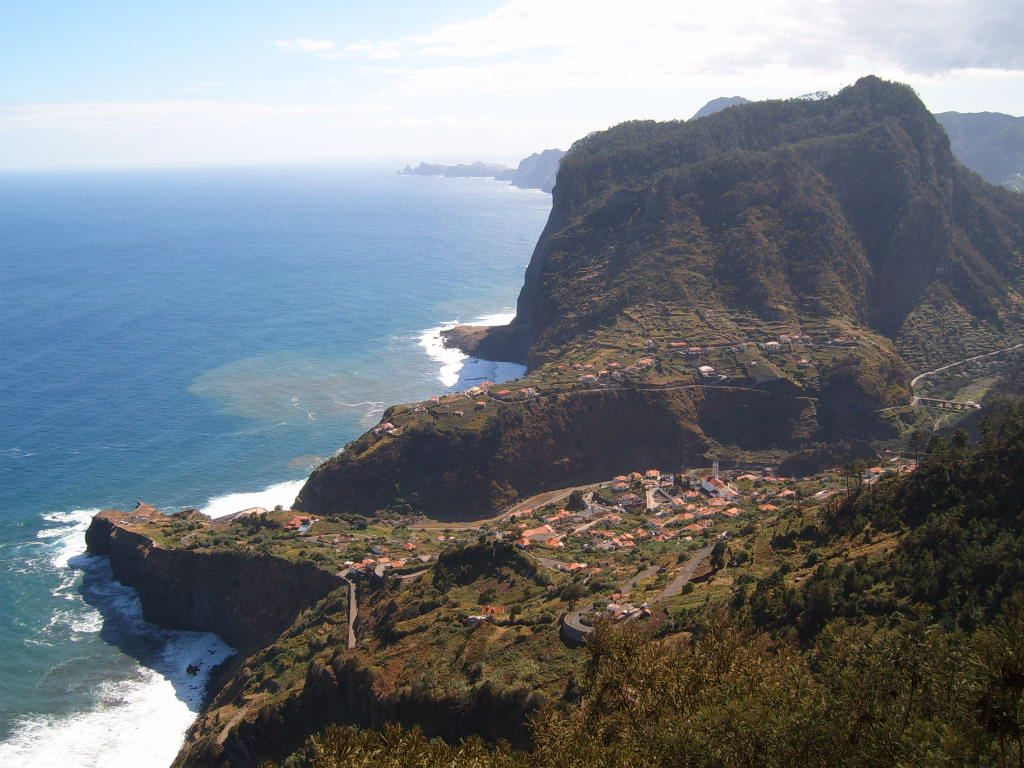
Pohled na skálu Penha d'Águia z Faialu
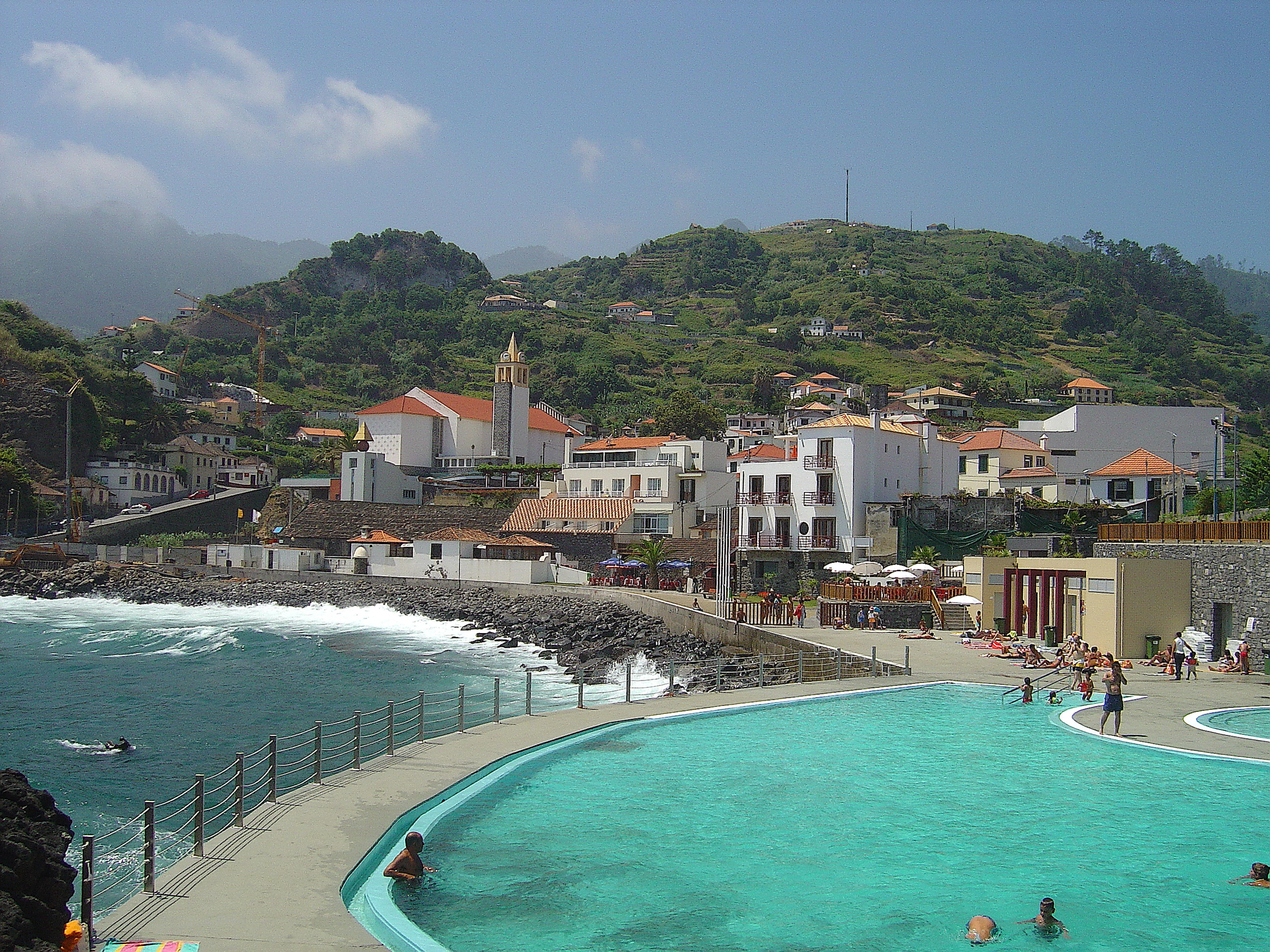
Pohled na farnost Porto da Cruz